# Kaylyn Brown
Kaylyn Brown (31 de dezembro de 2001) é uma atleta norte-americana especializada nos 400  m rasos,  medalhista olímpica no revezamento 4x400 m misto.
Em Paris 2024 conquistou a medalha de prata olímpica no 4x400 m misto, junto com Vernon Norwood, Shamier Little e Bryce Deadmon, equipe que quebrou o recorde mundial desta prova nas eliminatórias.